# Cantone di Monts-sur-Guesnes
Il Cantone di Monts-sur-Guesnes era una divisione amministrativa dell'arrondissement di Châtellerault.
È stato soppresso a seguito della riforma complessiva dei cantoni del 2014, che è entrata in vigore con le elezioni dipartimentali del 2015.
Comprendeva i comuni di:
- Berthegon
- Chouppes
- Coussay
- Dercé
- Guesnes
- Monts-sur-Guesnes
- Nueil-sous-Faye
- Pouant
- Prinçay
- Saires
- Verrue